# ایکوم
ایکوم یک مکان در ایالت کراس ریور نیجریه است.

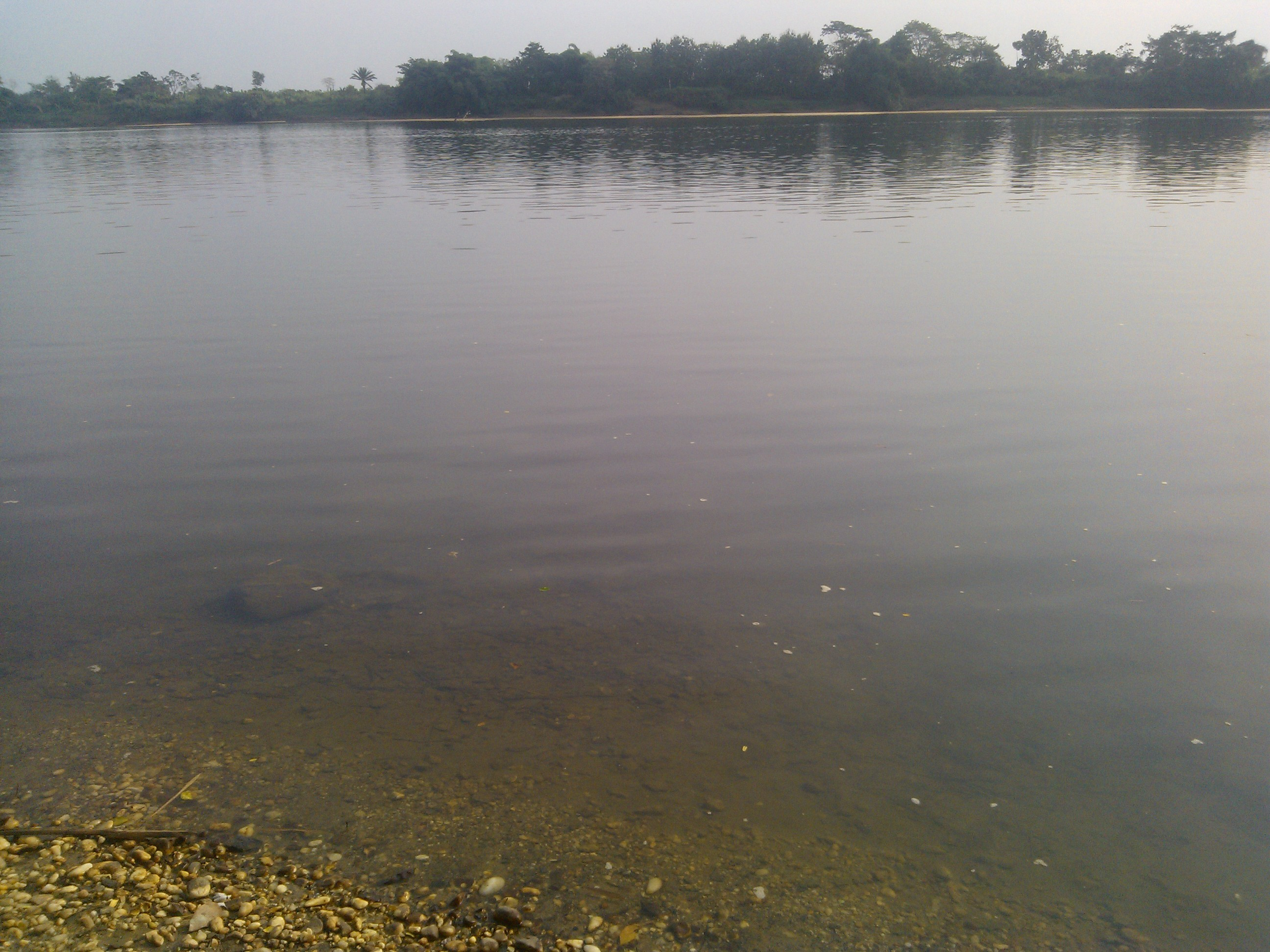
تصویری از رودخانه که در ایکوم جریان دارد.

## توضیحات
این منطقه دارای مساحت ۱۹۶۱ کیلومتر مربع و جمعیت ۱۶۲۳۸۳ نفر در سرشماری سال ۲۰۰۶ است.
شغل عمده مردم ایکوم کشاورزی می‌باشد. ایکوم یکی از تأمین کنندگان بازار موز نیجریه است.
کد پستی این منطقه ۵۵۱ است.